# José María Zaragoza
Coronel José María de Jesús Zaragoza Seguín (Monterrey, Nuevo León; 27 de julio de 1845 - Villa de Patos, Coahuila; 2 de julio de 1876) fue un militar mexicano que peleó en la Segunda Intervención Francesa en México y en la Revolución de Tuxtepec. Fue hermano menor del general Ignacio Zaragoza.
Nació en Monterrey, Nuevo León, el 27 de julio de 1845 siendo hijo del capitán Miguel Zaragoza y de María de Jesús Seguín. Estudió en la Ciudad de México y volvió a Monterrey en 1859. Quedó incorporado a la Guardia Nacional y participó en diversas acciones de armas durante la intervención francesa. Asistió a la Batalla de Puebla del 5 de mayo de 1862. Tiempo después se adhirió a la Revolución de Tuxtepec. A las órdenes de Jerónimo Treviño concurrió a diversos combates. Fue ascendido a coronel el 3 de junio de 1876. Combatió en Patos (General Cepeda, Coahuila) contra el jefe lerdista Doroteo Rosales. Murió el 2 de julio del mismo año; fue sepultado provisionalmente en el campo de batalla, sus restos fueron trasladados más tarde al panteón de San Fernando, en la Ciudad de México.